# Raquel Ramírez Salgado
Raquel Ramírez Salgado es una investigadora, comunicadora, feminista y activista por los derechos de las mujeres mexicana. Es fundadora de la Escuela Feminista de Comunicación.

## Trayectoria
Ramírez es licenciada y maestra en Comunicación por la Facultad de Ciencias Políticas y Sociales de la Universidad Nacional Autónoma de México (UNAM) y doctora por esa misma institución en Ciencias Políticas y Sociales. Es diplomada en Periodismo Preventivo por la Universidad Complutense de Madrid y tiene una especialidad en Estudios de Inclusión, Interseccionalidad y Equidad, por la Universidad Libre de Berlín, institución en donde hizo un proyecto de investigación entre 2016 y 2017.
Desde 2005 imparte talleres, conferencias, mesas y discusiones sobre feminismo, equidad y derechos humanos de las mujeres. Como parte de esa labor fundó la Escuela Feminista de Comunicación, un espacio de aprendizaje apoyado por el Centro Cultural de España en México con el fin de formar comunicadoras sociales con perspectiva de género. Es colaboradora de medios como la Revista de la Universidad de México, la revista Chilango y otros. Como asesora ha participado en proyectos de normativas y asesorías sobre equidad de género en instituciones como el Instituto Nacional de las Mujeres de su país, el Instituto Federal Electoral y el Instituto de Administración Pública del Estado de Hidalgo.También es colaboradora del Mecanismo de Protección Integral de Personas Defensoras de Derechos Humanos y Periodistas de la Ciudad de México.

## Obra
Algunos de los ensayos y artículos académicos de Ramírez Salgado son:
- "Producing and Building My Citizenship: Media Education and the Human Rights of Young Women", en Media Literacy 64, 2017[11]
- "Educación para los medios y feminismo, una articulación que posibilita el empoderamiento de las mujeres" en Communication papers: media literacy and gender studies 5 (2016)[12]
- "¿Una mujer entera no necesita media naranja? Investigación feminista sobre el amor romántico en los medios de comunicación masiva", en Lecturas críticas en investigación feminista, UNAM, Red Mexciteg, 2016.
- "Educación para los medios y feminismo: una articulación que posibilita el empoderamiento de las mujeres" en Communication Papers: Vol. 4, No 08 (2015)
- "Legitimación y promoción de la explotación sexual comercial infantil en los contenidos mediáticos. Los casos de Playboy, H para hombres y TV notas", en Estudios de género, feminismo y sexualidad, Univ. Los Andes y Univ. Autónoma Estado de Hidalgo, 2013.[13]